# Varvarco
Varvarco es una localidad argentina del departamento Minas, en la provincia del Neuquén, famosa por ser unos de los reductos de los hermanos Pincheira, quienes fueran seis cuatreros realistas de origen chileno.

## Población
Contó con 585 habitantes (Indec, 2010), lo que representó un incremento frente a los 377 habitantes (Indec, 2001) del censo anterior.
La población se compuso de 312 varones y 273 mujeres, lo que arrojó un índice de masculinidad del 114.29%. En tanto, las viviendas pasaron a ser 158.
Según el censo 2022 se conoció una población dentro de la comisión de fomento de 214 habitantes y 101 viviendas.
| Gráfica de evolución demográfica de Varvarco entre 1991 y 2022 |
|                                                                |
| Fuente: Censos nacionales del INDEC                            |

## Clima
Al igual que toda la región noroeste provincial la zona del valle de Varvarco y la localidad misma de Varvarco, está situada en un área de la geografía neuquina que se encuentra expuesta a la rigurosidad del clima, a más de 1300 m s. n. m. Los veranos son por lo general cálidos y los inviernos fríos e intensos, con una temperatura mínima absoluta de -26 °C.

## Historia

### Establecimientos cordilleranos de los Pincheira y aborígenes aliados
La zona del valle de Varvarco —al igual que los establecimientos en las lagunas de Epulafquen como la aldea de «Coyamuelo» en donde residían unas cuatrocientas personas entre aborígenes, mestizos y cristianos que quedaba al oriente de las mismas, en el cerro homónimo y cerca de las nacientes del río Neuquén, y otros a ambos lados de la cordillera de los Andes como el de «Butalón» ubicado en el arroyo Malal Caballo que es un afluente oriental del curso superior del río antes citado, el de «Roble Huacho» asentado en la orilla del curso superior del río Ñuble que estaba frente a Epulafquen pero del lado occidental cordillerano, y el de «Atuel» establecido en las juntas del homónimo y del río Salado (en territorio nominal mendocino)— fue un reducto utilizado por seis cuatreros chilenos realistas, mejor conocidos como los hermanos Pincheira —siendo estos, cuatro hombres y dos mujeres— y algunos caciques pehuenches que eran sus aliados. En esta zona de engorde para el ganado se habían formado la aldea de Varvarco que llegaría a contar con unos 6.000 habitantes y un pequeño establecimiento llamado Matancilla, ubicado a 6 km al norte del anterior.
Entre 1817 y 1832 asaltacaron numerosas veces, y en la forma más cruenta en 1822, los pueblos chilenos de Chillán, Linares, Parral, Talca, Curicó y San Fernando, de la ya liberada y conformada república, luego de la Guerra de Independencia de Chile, y consolidada el 5 de abril de 1818 con la Batalla de Maipú.

### Últimas batallas del centro-sur de Chile y traslado pincheirista al oriente andino

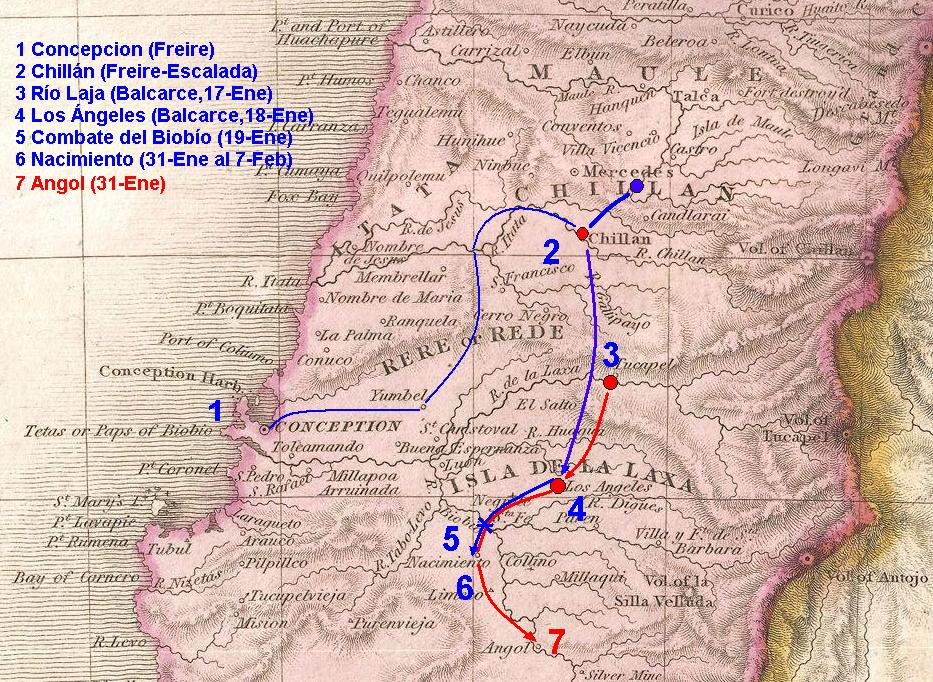
Ofensiva del brigadier argentino Antonio González Balcarce en el sur chileno (en ROSA) que a la altura de Chillán y separado por la Cordillera de los Andes, se encuentran los valles de Varvarco (en AMARILLO; del actual departamento Minas de la provincia de Neuquén).

En la vertiente cordillerana occidental, el subjefe del Ejército de los Andes del general José de San Martín durante las batallas de Cancha Rayada y de Maipú, era el entonces coronel Antonio González Balcarce que se transformó en el jefe del Ejército Libertador en ausencia de dicho general, y comandándolo en la Segunda campaña al sur de Chile, triunfaría en la Batalla del Biobío el 19 de enero de 1819. 
Desde 1822, los hermanos Pincheira y otros ciudadanos chilenos pasaron a tener una alianza con los caciques pehuenches, como ser: El Mulato, Neculmán, Martín Toriano y Canumilla, quienes les permitieran asentarse a ambos lados de la cordillera de los Andes, pudiendo movilizarse a través del paso montañés Boquete de Alico de las lagunas de Epulafquen, aunque no dejaran de enemistarse con algunos de los caciques como Venancio Coñoepán y Luis Melipán. A partir de este momento, los pincheiristas pasaron al lado oriental de la cordillera, dando comienzo a lo que se llamó “Guerra a Muerte”. 
Fueron a dar también a sus filas los sospechosos realistas que pasaban a ser perseguidos por parte de los patriotas, al que se le agregaó algunos componentes de la tropa chilena que se encontraban desesperados por la necesidad y falta de salario, sumándose también entre sus huestes a los delincuentes netos, ex presidiarios y fugados de la ley, los que pasaron a hacer crecer aún más el contingente pincheirista y transformándose de esta forma en una gran fuerza militar que según diversos informes, rondarían entre 500 y 1000 hombres a caballo, todos bajo un mando jerarquizado militarmente. Otros aborígenes que también pasaron a aliarse con ellos, fueron los mapuches y los huiliches.
Algunos grupos indígenas aliados se desplazaron hacia los otros territorios nominalmente argentinos, diseminándose por las pampas y el norte de la Patagonia oriental rioplatense conocido como el Comahue, hasta los ríos Agrio, Neuquén y Negro, siendo estos los mapuches boroanos y que cuyos grandes caciques residirían en los enclaves estratégicos de Leuvucó, Salinas Grandes, Caleufú, entre otros lugares, disputando esas tierras a los ranqueles —una mixogenización de pehuenches mapuchizados, oriundos del alto Ñuble del Ránquil, con aborígenes pampeanos— y a los pueblos originarios tehuelches septentrionales, más conocidos como querandíes —prácticamente extintos a principios del siglo XIX— y pampas viejos, hasta araucanizarlos por completo ya que en sus invasiones asesinaban a los hombres y secuestraban a sus mujeres.
A partir de entonces los mapuches comenzarían a dominar las rutas de circulación de ganados y bienes a través del Comahue, por lo cual realizaron sus correrías alcanzando a las provincias de Mendoza, San Luis, Córdoba, Santa Fe y Buenos Aires que desde 1822 había incorporado la comandancia de Patagones, también asediada por los mismos.
De esta forma las guerrillas y malones que asaltaban y saqueaban pueblos, también raptaban mujeres a cambio de recompensa, como en el famoso caso de Trinidad Salcedo que exigieron una carga de vino, dos cargas de harina y 200 pesos de plata.
En abril de 1823, Antonio Pincheira atacó al pueblo chileno de Linares, asesinando al gobernador Dionisio Sotomayor y raptando a su bella hija Clara, aunque al retornar con el botín logrado, el capitán de infantería José Santos Astete lo sorprendió con 350 soldados, ajusticiándolo. Con lo ocurrido, lo sucedió en el mando su hermano mayor Santos Pincheira pero terminó ahogándose al intentar cruzar el río Los Sauces. 
Al mismo tiempo, José Antonio y Pablo Pincheira lograban repeler el ataque de mil soldados que atravesaron los pasos de Epulafquen y de Pichachén, al mando del coronel Clemente Lantaño y del sargento Carrero, respectivamente. En 1825 el gobierno chileno intentó pacificarlos y hacerlos miembros del Ejército Chileno pero solo algunos caciques pincheiros lo aceptaron, ya que los principales aliados como Neculmán, Coleto y Trenquemán, no lo hicieran.

### Ofensiva patriota chilena y mendocina
En febrero de 1826 el capitán chileno Pedro Barnechea intentó atacar con dos columnas al comandante pincheirista Senosian, ubicado al norte del actual Neuquén, pero debió retroceder. 
Finalmente, el 27 de octubre del corriente, por orden del presidente chileno Agustín de Eyzaguirre, se iniciaron operaciones al mando del brigadier José Manuel Borgoño, compuesta de tres columnas, siendo la primera que partiendo de Talca, atravesó la cordillera por el paso Barrancas con quinientos cuarenta soldados al mando del coronel Jorge Beauchef y tomó por sorpresa a las hermanas Rosario y Teresa Pincheira que custodiaban trescientas cautivas en este valle de Varvarco. 
Las otras dos columnas lograron destruir el refugio de «Butalón», aunque los hermanos Pincheira lograran escapar refugiándose en el de «Atuel», en las juntas del río homónimo, al sudoeste del «Fuerte San Rafael del Diamante» que era límite meridional efectivo de la entonces provincia de Mendoza. 
En noviembre del citado año, se inició otra expedición que volvió a atravesar por el paso de Epulafquen, derrotando a las tropas de Pablo Pincheira acantonadas en el arroyo Malal Caballo, logrando luego apresar al cacique Neculmán. 

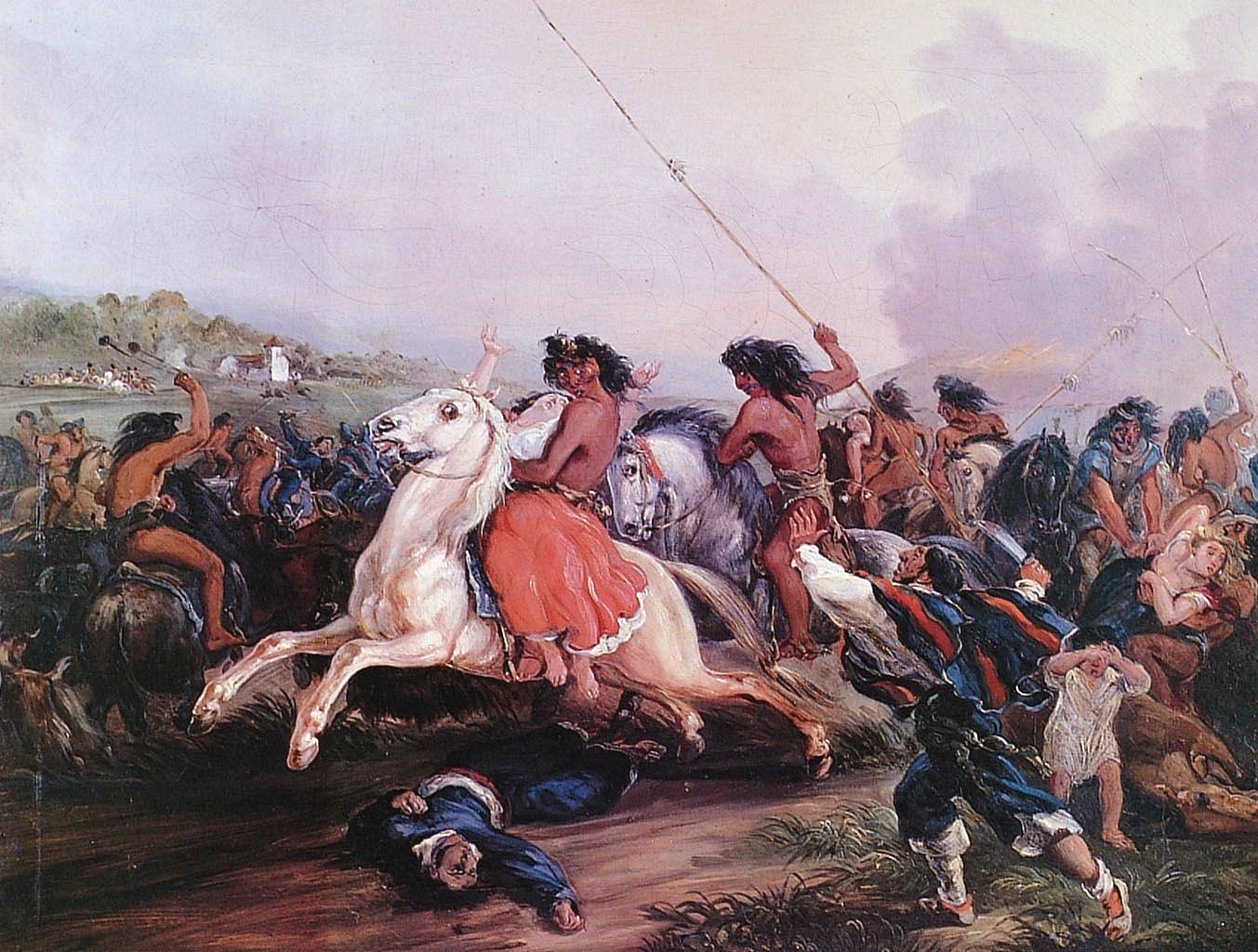
"El malón" por Mauricio Rugendas.

Consecuentemente a los malones de las estancias de San Carlos, Tunuyán y Tupungato de la provincia de Mendoza, perpetradas a finales del año 1828 por parte de grupos indígenas acompañados por pincheirinos, se realizó la primera campaña del coronel José Félix Aldao quien fuera entonces el comandante de la Frontera Sud. La división estaba compuesta por dos escuadrones de Caballería de Línea, dos de Caballería de Milicias del Valle de Uco, dos compañías de infanterías de un batallón de Guardias Nacionales y dos piezas de artillería del «Fuerte de San Carlos». Con estas fuerzas se obtuvo la victoria en el combate de las Aucas contra los Pincheiras y sus pehuenches aliados que los triplicaban en número.
En 1829 José Antonio Pincheira firmó el tratado de San Juan con el gobernador federal mendocino Juan Reje Corvalán, por el cual recibió dinero, pertrechos, indumentaria, el grado de coronel y de "Comandante General de la Frontera del Sur" a cambio de la paz. 
Debido a que la Liga Unitaria se había hecho fuerte en Córdoba en el mismo año, en 1830, el antedicho Pincheira participó en las luchas internas de Mendoza tomando partido por su aliado exgobernador que se terminaría refugiando en su territorio. 
Rompiendo el tratado antes citado, los indígenas pincheirinos, al mando de los caciques Coleto y Mulato, realizaron la matanza de El Chacay el 11 de junio de 1830 asesinando a Corvalán y sus 30 hombres, entre los que estaba Juan Agustín Maza. Por esta causa en el mismo año se realizó la campaña del teniente coronel Manuel Virto y otra en 1831 comandada por el general José Albino Gutiérrez. Al año siguiente, en 1832, el general Aldao realizó su segunda campaña logrando el objetivo de desarticular a la banda forajida pincheirista.
Decididos a eliminarlos definitivamente, el gobierno de Chile formó una división del ejército con unas mil plazas al mando del general Manuel Bulnes que tenía como alférez a Manuel Vallejos y al amanecer del 10 de enero de 1832, dicha división salió de Chillán hacia el valle del alto río Ñuble por la orilla derecha, topándose con un retén enemigo con dos soldados dirigidos por Berro al cual fusilaron, y al llegar a la desembocadura del arroyo Chureo, en medio de un tupido bosque al pie de la cordillera, enfrente de la misma, divisaron el día 13 del corriente el establecimiento pincheirista «Roble Huacho» de propiedad del padre de Vallejos de mismo nombre, al cual atacaron por sorpresa, apresando y fusilando a Pablo Pincheira y a sus subordinados: Julián Hermosilla, Loayza y Fuentes.
Cuando esta división cruzara la cordillera por el paso Boquete de Alico, se toparon con un fortín pincheirista que custodiaba la angostura entre las dos lagunas, formado por un sargento y 8 soldados, a unos pocos kilómetros del «Establecimiento de Epulafquen», y como dos de ellos lograran escapar, el brigadier Bulnes decidió atacar inmediatamente al mismo, antes de que pudieran dar la alarma. De esta manera, a las dos de la madrugada del 14 de enero, se inició la batalla de las Lagunas de Epulafquen.
Las fuerzas chilenas encontraron alrededor de tres mil habitantes, rescatando entre ellas a miles de personas secuestradas y al resto de la gente de los valles dominados por los Pincheira, les obligaron a emigrar a Chile, por lo cual se llevaron a las cautivas, aborígenes indultados, prisioneros e indígenas neutrales, con el fin de limpiar la región y repoblar con ellos Antuco.

### Campañas argentinas de consolidación territorial

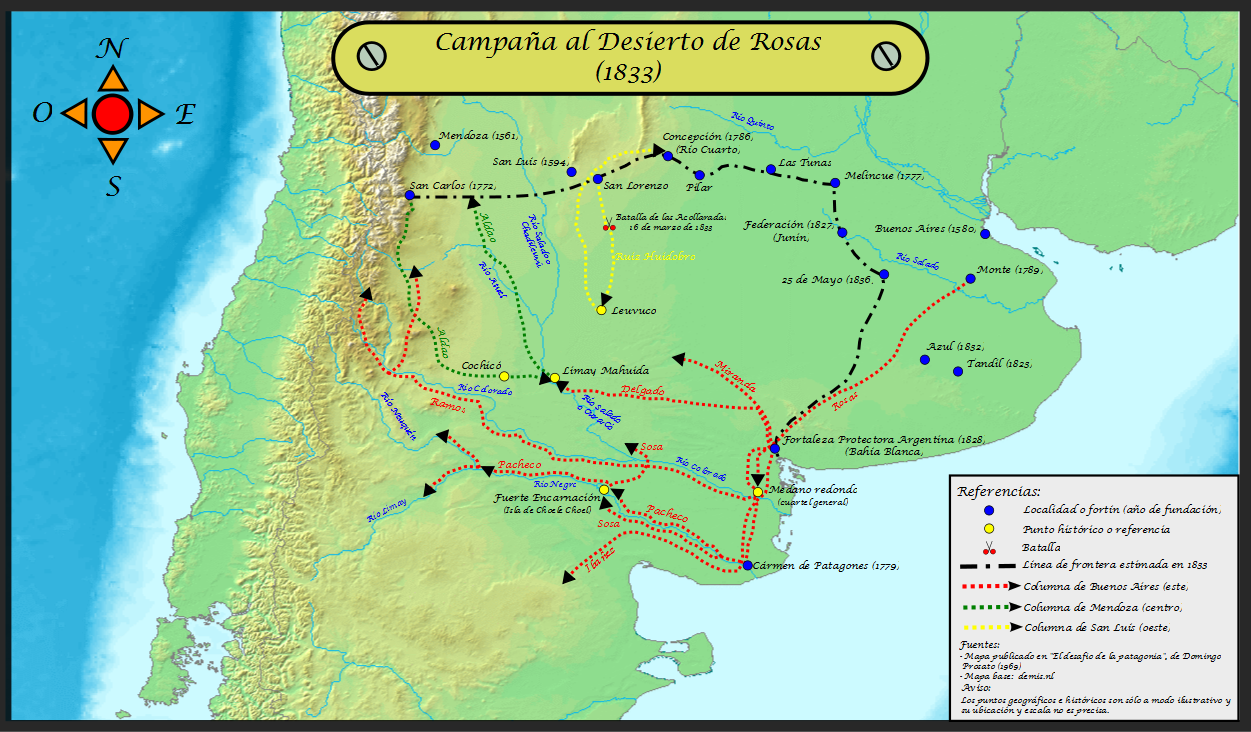
Mapa de la Campaña de Rosas al Desierto con los movimientos de las distintas columnas (en la izquierda del mapa, la flecha roja de la columna cordillerana, pasa por la zona de Varvarco).

En la famosa Campaña de Rosas al Desierto de 1833, la «División Este» proveniente de Buenos Aires al mando de Pedro Ramos, pasó por este lugar pero no encontró aborígenes ya que habían sido llevados a Chile y continuarían allí. 
Posteriormente, hacia 1842, durante la presidencia de Manuel Bulnes, Varvarco se convirtió en un centro importante de cría de ganado vacuno, donde los indígenas pehuenches ya araucanizados hacia principios de siglo, arrendaban tierras cobrando un canon a ganaderos de la vecina República de Chile que usaban asimismo para engordar el ganado en la región, aquel que les vendían los mapuches boroanos productos de malones a las estancias pampeanas argentinas, y así poder cruzarlos a través de la cordillera de los Andes. Era el único centro poblado por blancos en toda la futura provincia de Neuquén.

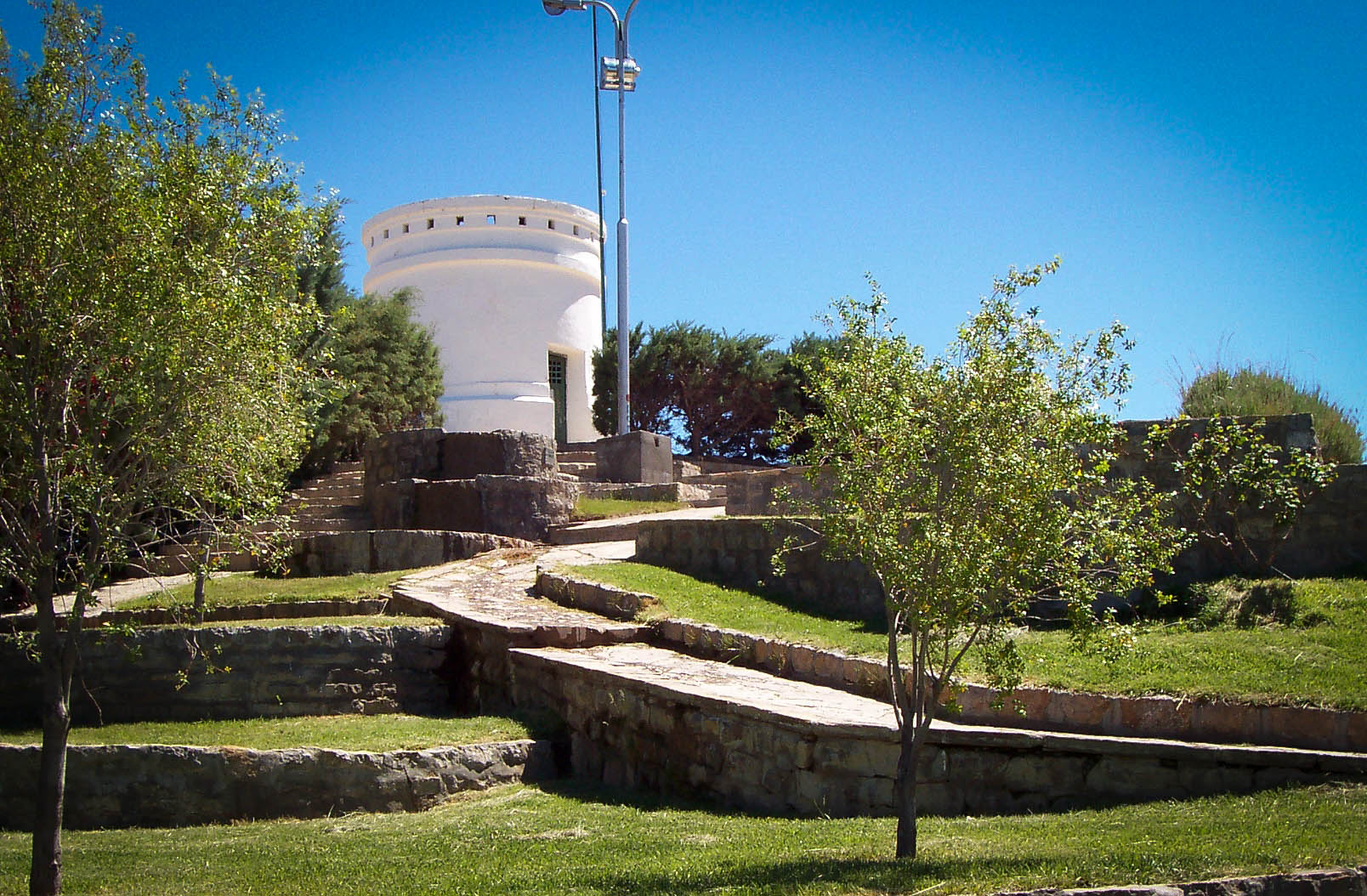
«Fortín IV División» (actual Chos Malal).

Al comenzar la segunda campaña de la definitiva Conquista del Desierto, la IV División al mando de Napoleón Uriburu del Ejército Argentino de Julio A. Roca, llegó a los valles de Varvarco, «Valbarco», «Malbarco» o «Mal Barco» en 1879, y se lo encontraría ocupado por unos 600 estancieros chilenos que poseían numerosas cabezas de ganado y abundantes cosechas, además de un subdelegado civil nombrado por las autoridades chilenas de Chillán y como interventor en lo militar, a los jefes de Angol que habían obtenido gran prestigio entre los aborígenes pehuenches, liderados por el cacique Purrán, a quienes les arrendaban las tierras.
Dicho jefe Uriburu, ofreció amplias garantías a los vecinos mientras se sometieran y acataran a las autoridades argentinas. De esta forma, el 5 de mayo del mismo año, se notificó al principal propietario, el estanciero Francisco Méndez Urrejola—que mantenía en la zona unos 380 hombres armados para mantener la seguridad y 100 trabajadores para cosechar— y así como a los vecinos de esos lugares, para presentarse ante el jefe de esa tropa en el neoformado «Fortín IV División».
Poco tiempo después, sin embargo, los mismos ganaderos chilenos junto a algunos argentinos pastaban abundante ganado vacuno en la zona de Varvarco, sin participación de los indígenas. 
Aunque las autoridades chilenas disputarían a la Argentina la soberanía sobre territorios más al sur, no lo hicieron con la zona de Varvarco —y ni tampoco por la cuenca del río Neuquén— de modo que la zona quedó incorporada al territorio argentino en forma efectiva según el principio del «Uti possidetis iure» y luego ratificado con el Tratado de 1881 entre Argentina y Chile.
La importancia regional de Varvarco cedió rápidamente ante la influencia de la cercana Chos Malal, fundada por el coronel Manuel José Olascoaga el 4 de agosto de 1887, en el lugar del fortín antes citado, convirtiéndose por un tiempo en capital del nuevo Territorio Nacional del Neuquén. 
Más tarde, el 26 de agosto de 1910, un nuevo centro creció —gracias a la minería del oro— en el paraje de Andacollo, siendo esta localidad nombrada cabecera del departamento que incluiría al pueblo de Varvarco.